# Three Deuces
Ne doit pas être confondu avec Three ou Deuces.
Le Three Deuces ou 3 Deuces (Trois Deux ou Triple Deux ou Brelan de Deux au poker, en anglais) est un ancien club de jazz de la 52e Rue de Manhattan à New York. 

## Histoire
Ce club de jazz est un des anciens hauts-lieux emblématiques du jazz new-yorkais, fondé au 72 de la 52e Rue de Manhattan  (surnommée Swing Street, The street of jazz, la Rue du Jazz) en raison des nombreux clubs de jazz qu'elle comptait entre les années 1930 et les  années 1960, (liste de clubs de jazz new-yorkais) .

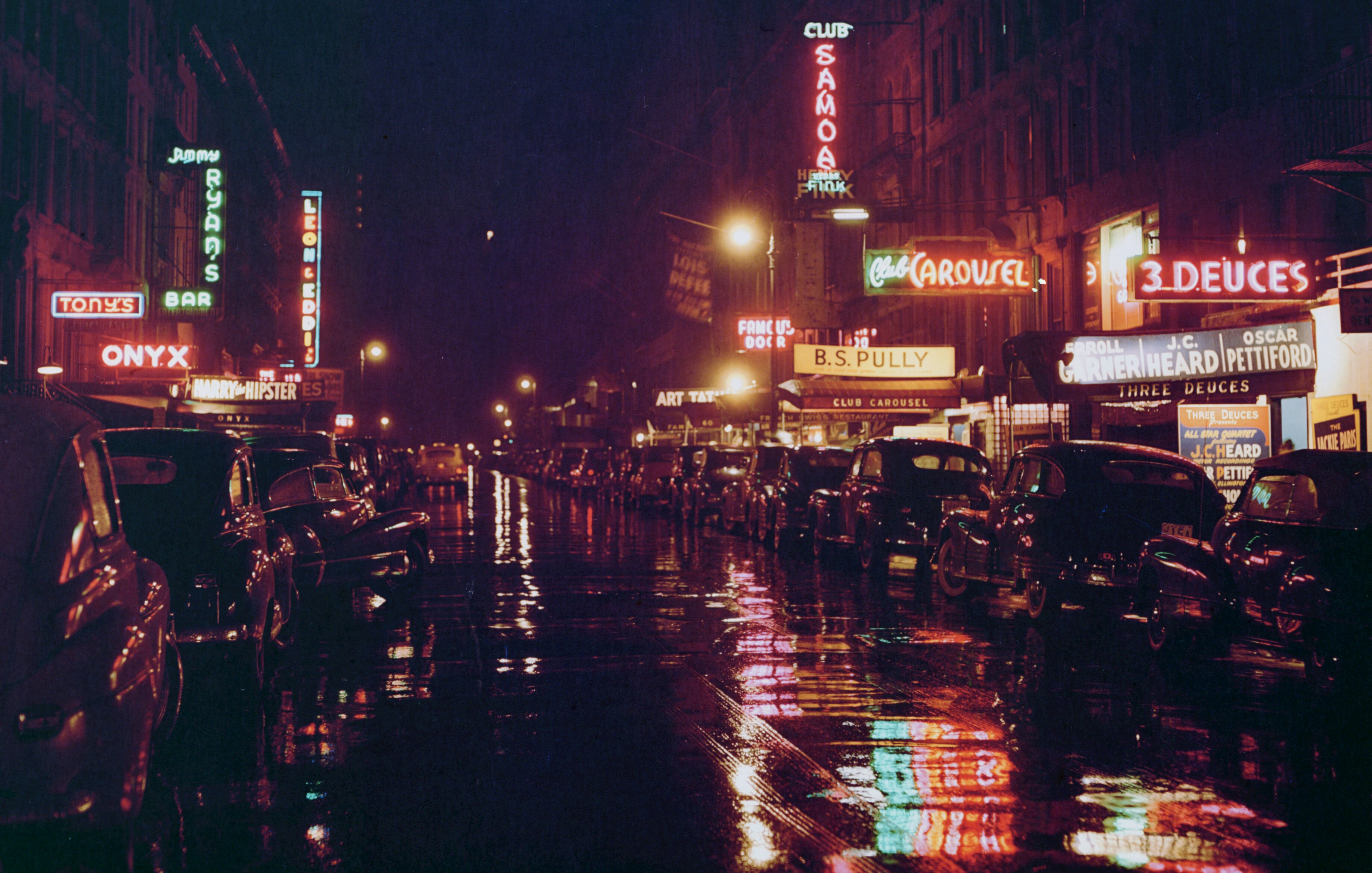
La 52e Rue de Manhattan « la Rue du Jazz » en 1948
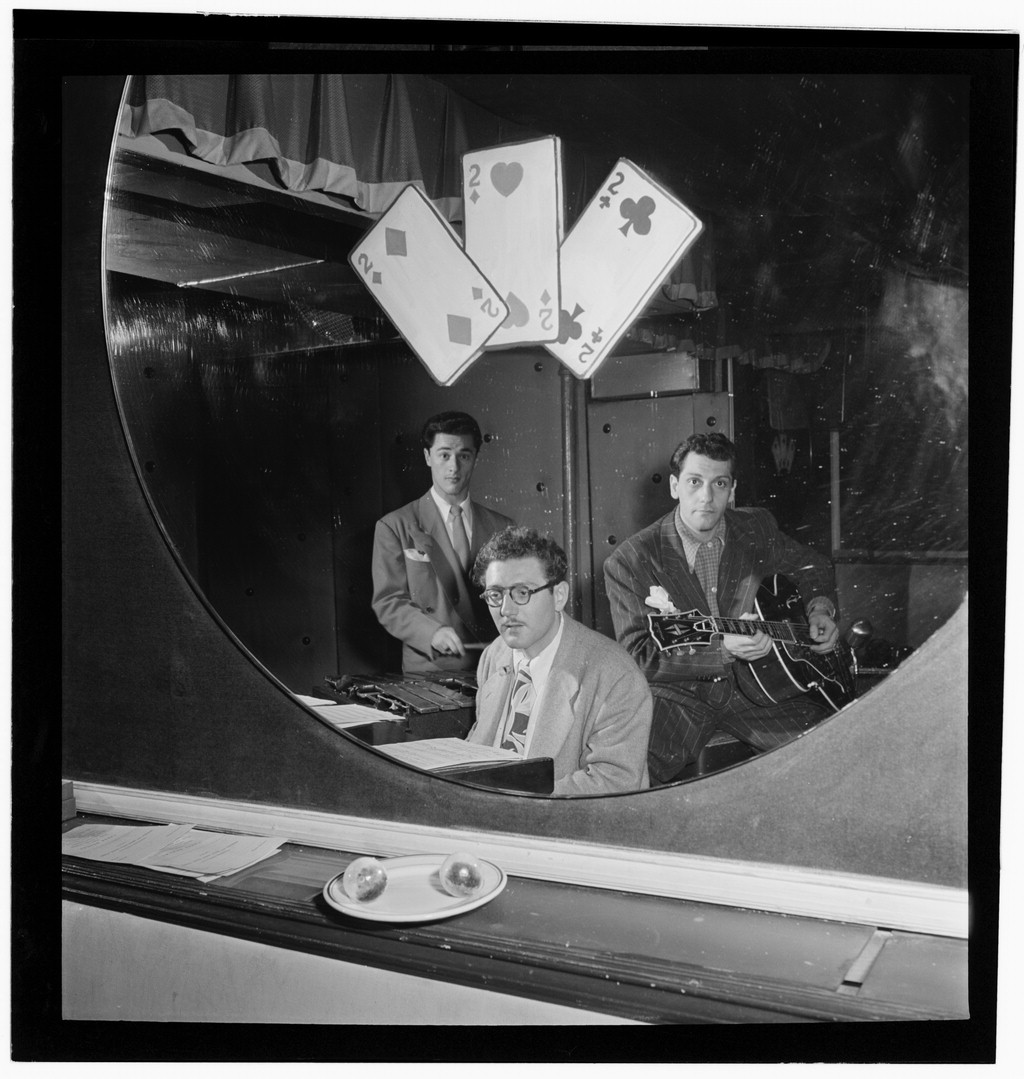
Brelan de Deux au poker

De nombreuses stars du jazz se sont produits sur sa scène capitonnée,, dont : Charlie Parker, Dizzy Gillespie, Max Roach, Charles Mingus, Miles Davis, Charlie Ventura, Thelonious Monk, Art Tatum, Coleman Hawkins, Flip Phillips...

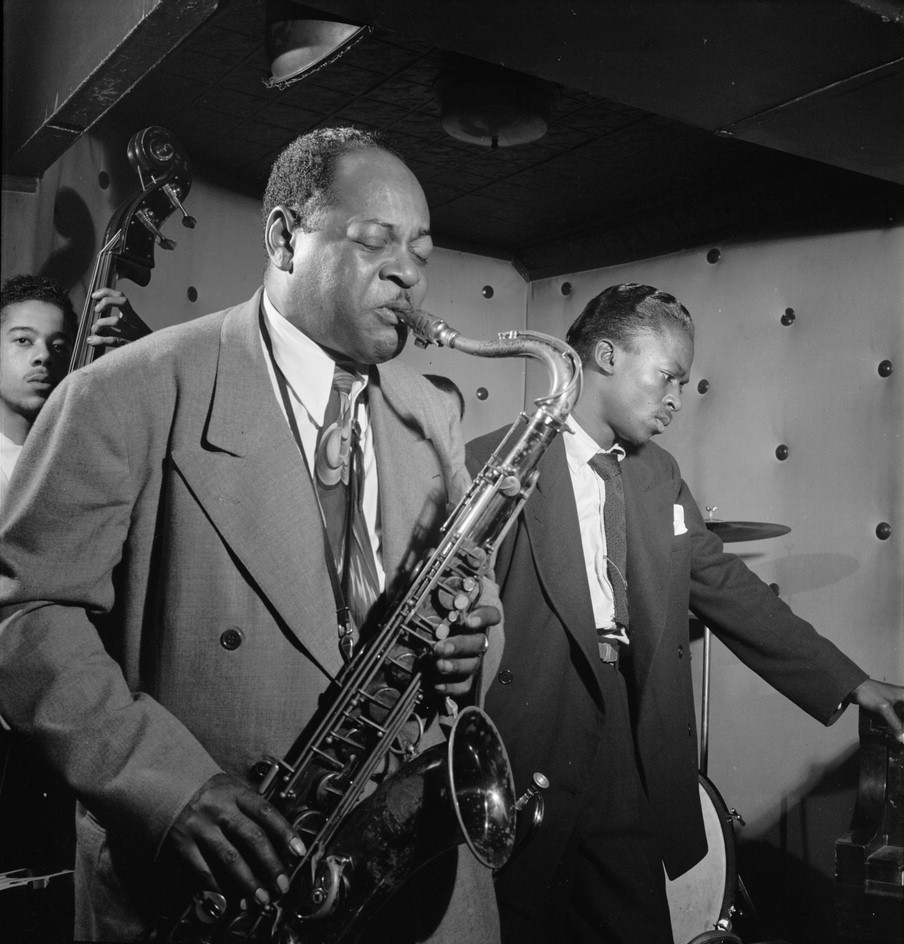
Coleman Hawkins, et Miles Davis
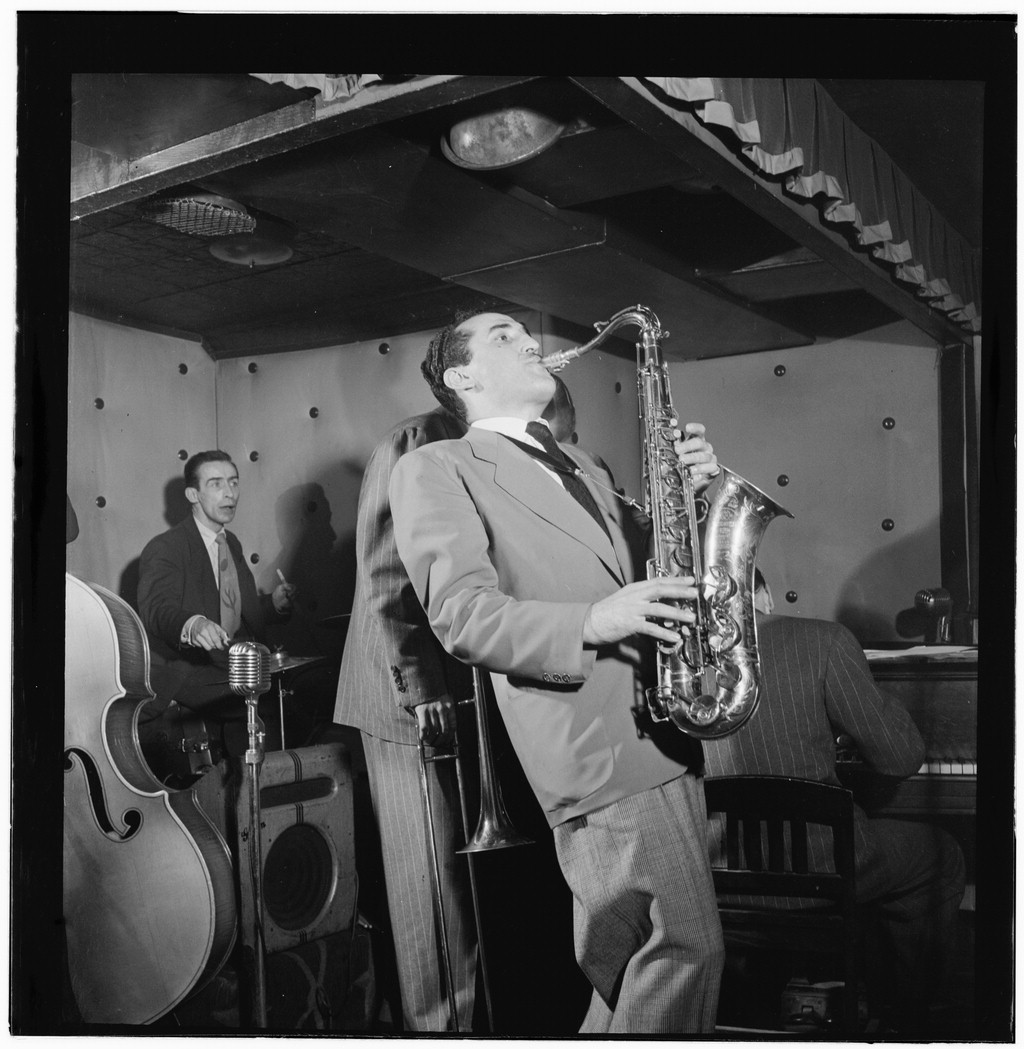
Charlie Ventura
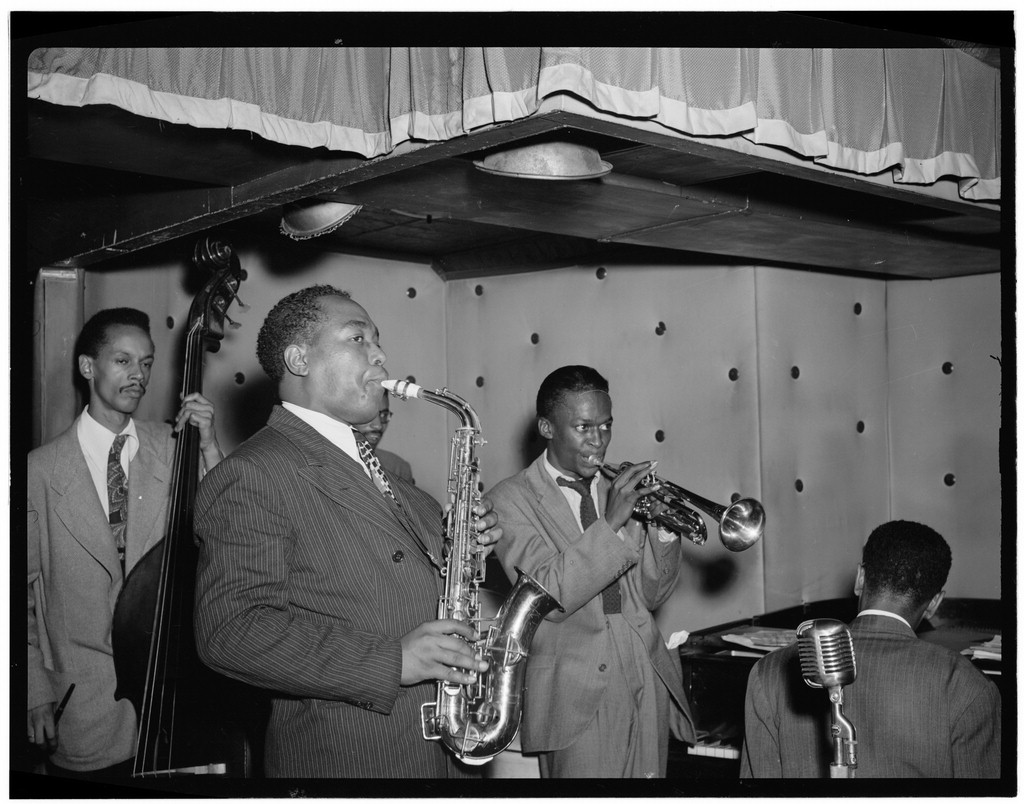
Charlie Parker et Miles Davis

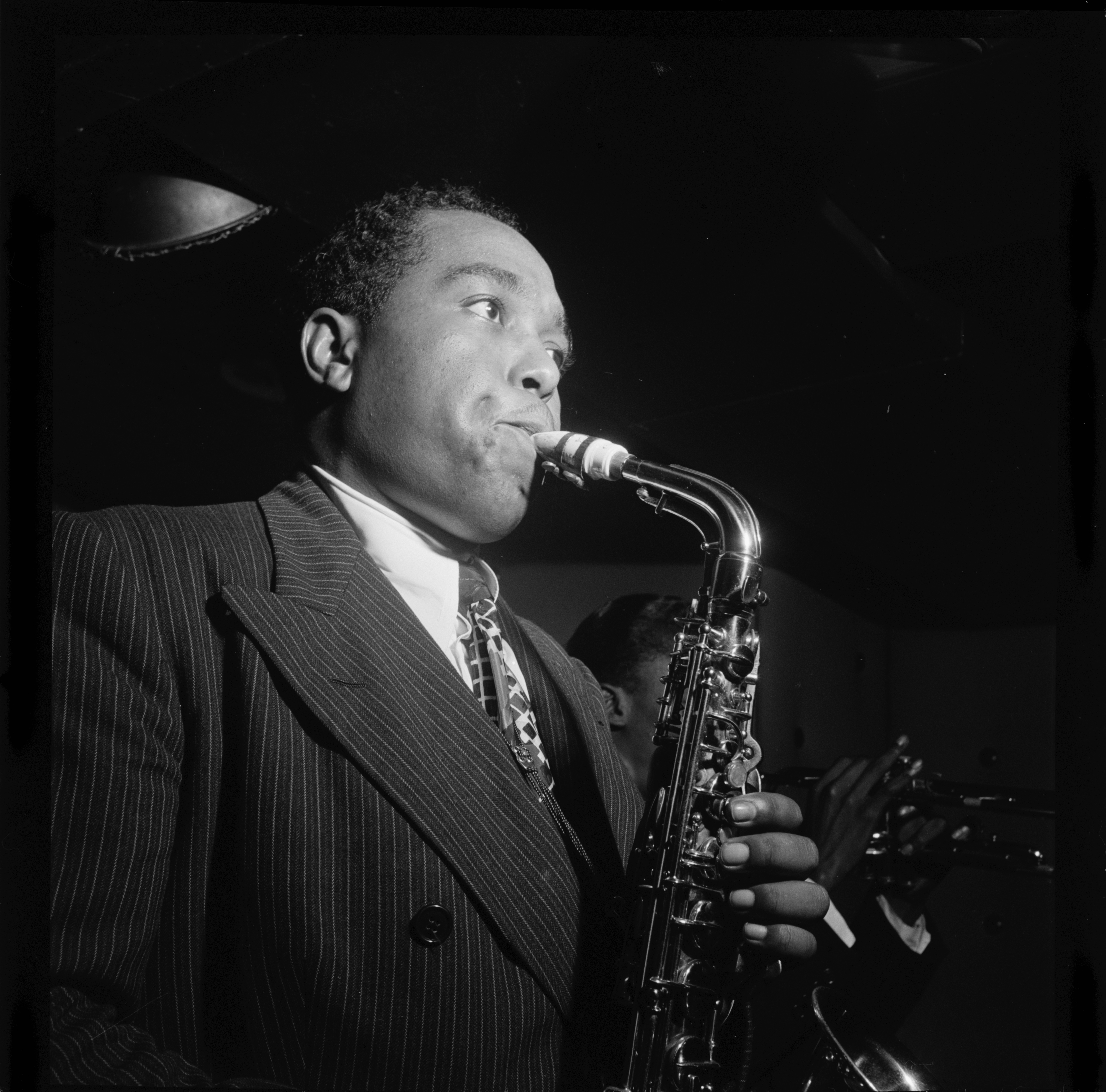
Charlie Parker
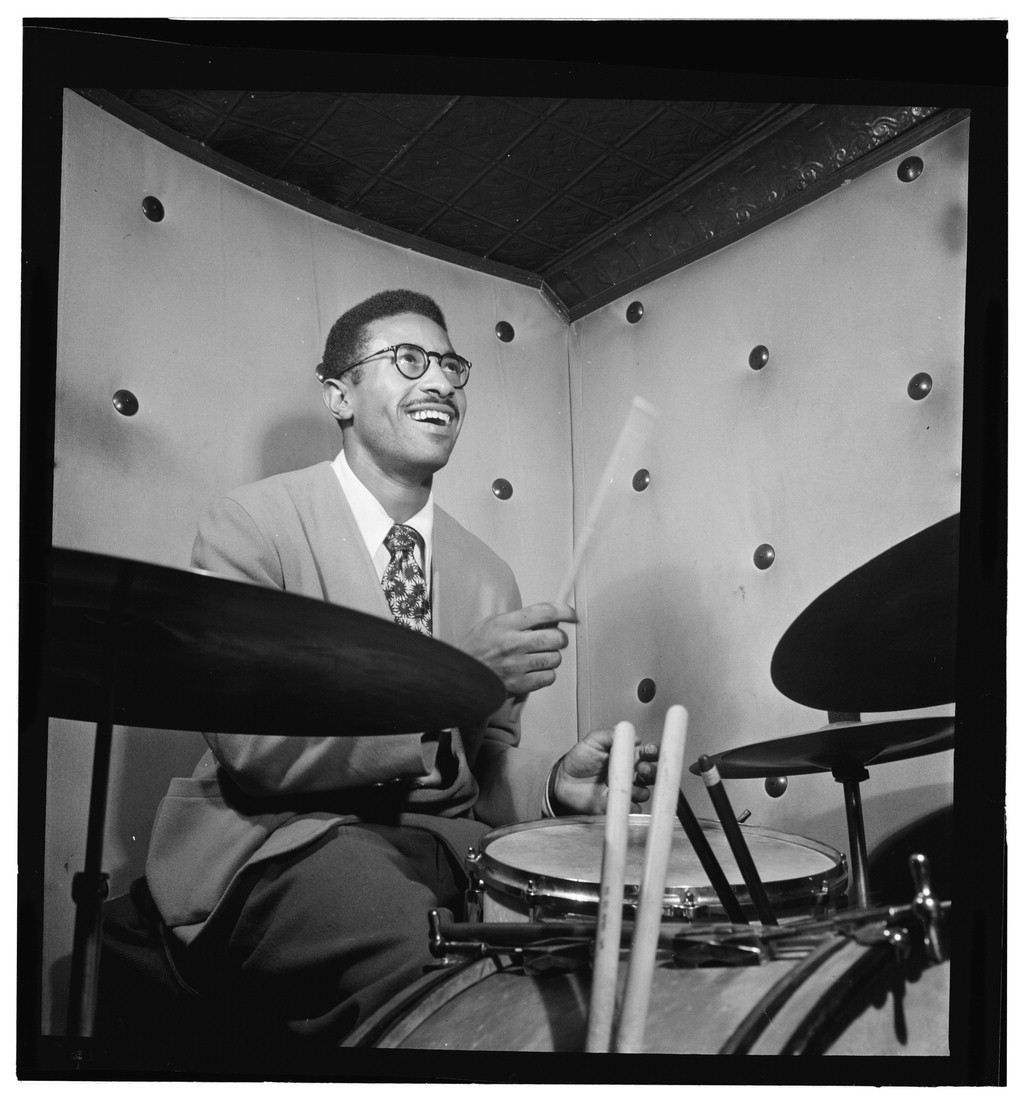
Max Roach
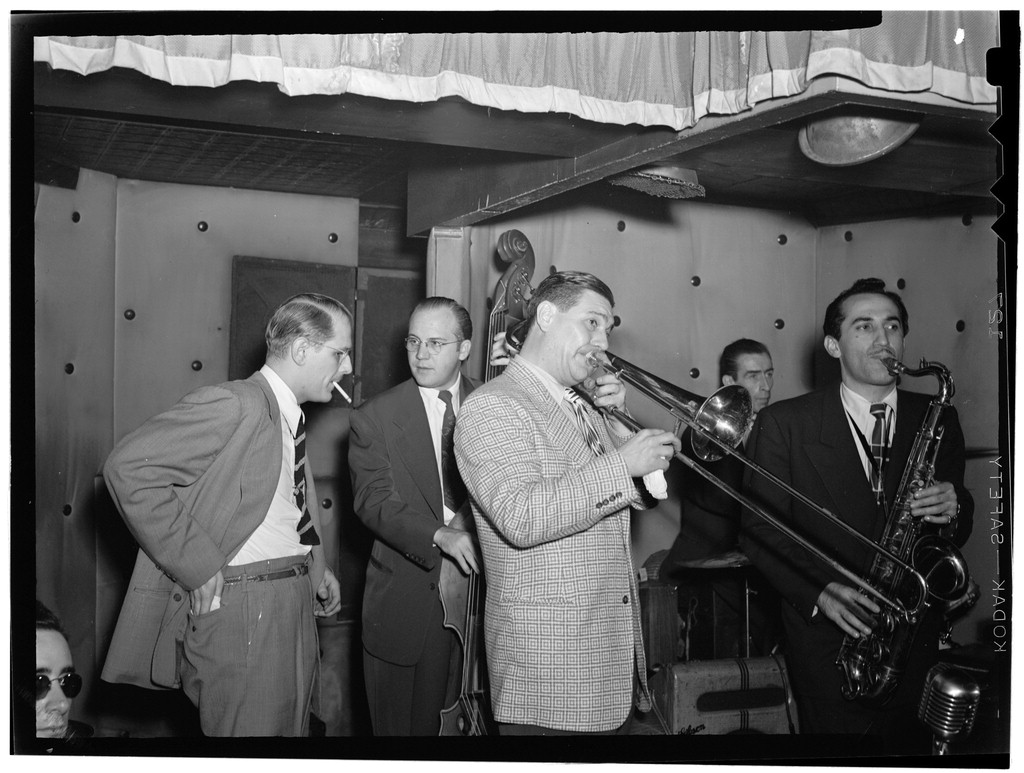
Jack Teagarden